# Mark Schultz
Pour les articles homonymes, voir Mark Schultz (homonymie) et Schultz.
Mark Schultz, né le 7 juin 1955 à Trenton dans le New Jersey, est un auteur de bande dessinée américain. Sa série la plus connue est Chroniques de l'ère Xenozoïque (Xenozoic Tales), publiée de 1987 à 1996 par Kitchen Sink Press et traduite en français.

## Biographie
Mark Schultz naît le 7 juin 1955 à Trenton dans le New Jersey mais vit ses premières années près de Philadelphie.puis plus grande partie de sa jeunesse à Pittsburgh. Une fois obtenu son diplôme des Beaux-Arts à l'université Kutztown de Pennsylvanie en 1977, il commence une carrière de dessinateur dans la publicité. En 1986 il fait publier un premier épisode de sa série Chroniques de l'ère Xenozoïque dans le numéro 8 de l'anthologie Death Rattle. Cet épisode plaît assez pour que l'année suivante la série ait son propre comics. Après avoir été publié par Kitchen Sink Press, Mark Schultz publie sa série chez Marvel Comics sous le titre Cadillac & Dinosaurs. C'est ensuite Topps Comics qui l'édite mais Schultz ne scénarise ni ne dessine alors la série ; il supervise uniquement ces nouveaux épisodes réalisés par d'autres. En dehors de sa création Mark Shultz a aussi travaillé sur d'autres séries comme Predator : Hell and Hot Water, Johnny Quest, Tarzan et des adaptations de Star Wars.

## Récompenses
- 1990 : Prix Harvey du meilleur dessinateur pour Chroniques de l'ère Xenozoïque
- 1991 : Prix Eisner de la meilleure série en noir et blanc pour Chroniques de l'ère Xenozoïque
- 1992 : Prix Harvey du meilleur dessinateur pour Chroniques de l'ère Xenozoïque et du meilleur épisode (avec Steve Stiles) pour Xenozoic Tales n°11
- 1993 : Prix Eisner de la meilleure histoire courte pour « Two Cities », dans Xenozoic Tales n°12
- 1993 : Prix Harvey du meilleur dessinateur pour Chroniques de l'ère Xenozoïque
- 1997 : Prix Harvey du meilleur encreur pour Chroniques de l'ère Xenozoïque
- 2000 :  Prix Haxtur du meilleur dessin pour Chroniques de l'ère Xenozoïque
- 2001 :  Prix Haxtur de la meilleure couverture et du finaliste ayant reçu le plus de votes pour 'Star Wars : Émissaires à Malastare